# Do You Really Want to Hurt Me
Do You Really Want to Hurt Me, terzo singolo in assoluto pubblicato dall'allora emergente gruppo musicale britannico dei Culture Club, entrato nella classifica britannica verso la fine di settembre, raggiunge la vetta nel mese di ottobre del 1982, stazionandovi per 3 settimane.
Lo stile dolce del brano, improntato su una struttura reggae appena accennata, ma solidamente costruita, preceduto da una lenta introduzione e scandito da ritornelli, cadenzati e ben distribuiti, principalmente ricavati dalla ripetizione del titolo (espediente che diventerà uno dei più caratteristici marchi di fabbrica della band), passando per le due strofe, niente affatto banali e dal testo tanto criptico quanto interessante, culmina poi nella parte centrale dell'inciso, il cosiddetto «middle», in cui la voce dell'androgino cantante, Boy George, calda e avvolgente sin dall'inizio, ma a tratti potente e tagliente al tempo stesso, si rivela uno strumento versatile e accattivante, presentando anche una notevole estensione (poi perduta nel corso degli anni, soprattutto a causa dell'abuso di droghe pesanti quali cocaina ed eroina).
Il brano dimostra finalmente il potenziale commerciale del gruppo agli esordi, dopo il flop ottenuto dai due singoli precedenti: la ballabile White Boy, dove ritmi tribali e percussioni la fanno da padrone, ma la ripetizione è un po' esagerata e meno incisiva, e la filastrocca caraibica I'm Afraid of Me, che permette sì al cantante di provare a chi lo ascolta la potenza e la resistenza delle sue corde vocali, ma soffoca l'allegria apparente di una melodia già di per sé poco definita e piatta, in un testo urlato e tendente al paranoico, mentre la ripetizione ossessiva del ritornello non è altrettanto efficace come avverrà invece successivamente. Dopo il doppio naufragio, la lenta risalita.
Composta come brano tappabuchi, come sempre capita alle canzoni più storiche, la prima Numero 1 britannica e internazionale dei Culture Club, dopo essere riuscita a fatica a farsi posto come ultimo brano in chiusura dell'album, vince prima le resistenze dello stesso George, che inizialmente considera il pezzo troppo personale per un singolo da commercializzare, e in breve tempo conquista i DJ del secondo canale radiofonico della BBC, BBC Radio 2. Grazie poi a una serie di fortunati eventi, ultimo e più importante la rinuncia dell'indisposto Shakin' Stevens a partecipare a una seguitissima trasmissione, i Culture Club debuttano sul piccolo schermo, con una memorabile esibizione su Top of the Pops, programma storico, recentemente approdato anche in Italia e in altri paesi del mondo, in diversi adattamenti. La comparsa di una figura senza precedenti quale Boy George nel popolare programma produce un vero e proprio shock culturale, dando vita al fenomeno dei cosiddetti "gender-benders" (vedi Colour by Numbers) e occupando le prime pagine di quotidiani e riviste, per i successivi giorni, mesi ed anni a venire.
Il terzo singolo del gruppo britannico rappresenta ben presto il biglietto d'ingresso della band anche per il mercato statunitense, raggiungendo il Numero 2 della Billboard Hot 100 dei singoli negli Stati Uniti, nel mese di marzo del 1983. Il singolo diventa Numero 1 anche in Australia e, uno dopo l'altro, in così tanti paesi del mondo, che diventa difficile tenerne il conto ufficiale; almeno 17 sono le nazioni in cui la canzone arriva ufficialmente in vetta, ma secondo stime ufficiose, sarebbero più di venti.

## Il lato B
In origine, il lato B del singolo Numero 1, in molti paesi, è una versione dub del brano posto sul Lato A. Negli USA, invece, è una traccia del primo album, intitolata You Know I'm Not Crazy. Sul maxi singolo 12", extra lato B è l'inedita Love Is Cold (You Were Never No Good), la quale (già comparsa, assieme al suddetto dub, nella prima raccolta di remix, Culture Club Collect - 12" Mixes Plus), a partire dal 2003, è inserita tra le quattro bonus tracks aggiunte alla ristampa rimasterizzata in CD del primo album, Kissing to Be Clever (dove non è compresa però la «dub version»).
La popolare versione dub (rarissima esecuzione, ormai reperibile soltanto sul lato B del maxi singolo 12", menzionato sopra, e sulla citata collection di mix), priva della lenta introduzione del singolo e con un toastin' aggiuntivo, eseguito dal rapper giamaicano Pappa Weasel, fu al centro di un lungo contenzioso, durante il quale il toaster, dapprima restio ad associare il suo nome con le ambigue tendenze sessuali e l'immagine oltraggiosa di Boy George, dopo il clamoroso e inaspettato successo mondiale del brano, pretese il pagamento di una parte delle royalties, insoddisfatto del saldo da turnista da lui già ricevuto – inutile dire che la causa si risolse in favore dei Culture Club, e in un nulla di fatto per il performer della Giamaica, il quale non ottenne altro che pubblicizzare ulteriormente l'apparentemente sgradita associazione con l'androgino artista britannico, che invece tanto aveva a cuore mantenere nascosta o almeno in una rassicurante ombra.

## Videoclip
Nel video promozionale che accompagna la prima Numero 1 dei Culture Club, il primo in assoluto girato dal gruppo per un proprio brano, il leader Boy George indossa una T-shirt con su scritto il nome del gruppo, nelle lettere dell'alfabeto ebraico. La clip è ambientata in due set principali: un club degli anni trenta, il Gargoyle, e in un centro di benessere degli anni cinquanta, il Dolphins, con il cantante che gira e balla tra i tavoli affollati nel primo ambiente, e lungo i bordi di una piscina nel secondo, denominatore comune la reazione scioccata della gente, che sembra dire con gli occhi quello che riporteranno i giornali il giorno dopo la performance su Top of the Pops: "È un lui? È una lei? O non è nessuno dei due?". L'ambientazione si sposta poi in un terzo set (i passaggi da un ambiente all'altro avvengono attraverso gli occhiali a specchio di Boy), costituito da un tribunale (su cui si apriva, in realtà, l'intro), dove il personaggio interpretato da George nel videoclip viene condannato al carcere.
Questa situazione era già stata suggerita all'inizio, durante la parte lenta introduttiva, in cui il testo recita: "Dammi tempo di realizzare il mio crimine, lasciami amare e rubare" (Give me time to realize my crime, let me love and steal). Come in un altalenante gioco di rimandi, l'ambigua interpretazione di realize – "realizzare" (sia "perpetrare, compiere" che "rendersi conto, accorgersi") riporta invece alla conclusione, dove il Boy comprende invece che la porta della sua prigione è sempre stata aperta, così ne esce quasi stupito, e ricomincia a danzare "negli occhi della gente" (riprendendo di nuovo le parole dell'intro, I have danced inside your eyes, how can I be real?, cioè "Ho danzato dentro ai tuoi occhi, come posso essere reale?"), con la band che gli suona festosamente accanto. Mikey Craig, dormiglione e ritardatario cronico, mancando l'appuntamento con la sveglia proprio il giorno della registrazione, non compare nel famoso video di debutto, nel quale viene sostituito dal vagamente somigliante fratello Greg.

## Altre notizie
Il terzo singolo dei Culture Club rappresenta la canzone che ha collocato il gruppo britannico sulla mappa musicale internazionale e che ha reso il cantante leader Boy George un nome familiare in tutto il mondo.
È stato anche il primo singolo della band pubblicato negli Stati Uniti e nel Canada.
La traccia è stata di nuovo un successo da Top 10 nell'estate del 2005, ripubblicata in una versione remix in stile reggaeton in Francia, uno dei pochi paesi in cui il brano non raggiunse nel 1982-1983 le primissime posizioni, arenandosi al Numero 16 (un altro fu il Giappone, dove il singolo non andò oltre il Numero 23). La nuova versione, sottotitolata «DJ LBR Ragga Mix», è inserita in quella che costituisce finora l'ultima fatica discografica (parziale) dei Culture Club, la raccolta intitolata Culture Club 2005 - Singles and Remixes, con 19 brani tra vecchi singoli di successo e versioni alternative, inclusi 5 nuovi remix. Di questi ultimi, 6 in totale, solo il «Dance Mix» del primissimo singolo White Boy è edito, trattandosi del brano di apertura dell'album Kissing to Be Clever, originariamente chiuso proprio dal brano che sarebbe poi diventato la prima Numero 1 dei Culture Club (anche se esistono ristampe americane del long playing di debutto, in cui la Numero 1 internazionale è invece il primo brano del lato 2 del vinile).

## Classifiche

### Classifiche settimanali
| Classifica (1982/83)             | Posizione massima |
| -------------------------------- | ----------------- |
| Australia                        | 1                 |
| Austria                          | 1                 |
| Belgio (Fiandre)                 | 1                 |
| Canada                           | 1                 |
| Francia                          | 1                 |
| Germania                         | 1                 |
| Irlanda                          | 1                 |
| Italia                           | 2                 |
| Norvegia                         | 2                 |
| Nuova Zelanda                    | 2                 |
| Paesi Bassi                      | 2                 |
| Regno Unito                      | 1                 |
| Spagna                           | 5                 |
| Stati Uniti                      | 2                 |
| Stati Uniti (adult contemporary) | 8                 |
| Stati Uniti (mainstream rock)    | 21                |
| Sudafrica                        | 11                |
| Svezia                           | 1                 |
| Svizzera                         | 1                 |

### Classifiche di fine anno
| Classifica (1982) | Posizione |
| ----------------- | --------- |
| Belgio (Fiandre)  | 33        |
| Francia           | 9         |
| Nuova Zelanda     | 21        |
| Paesi Bassi       | 8         |
| Regno Unito       | 4         |
| Classifica (1983) | Posizione |
| Australia         | 22        |
| Austria           | 3         |
| Canada            | 2         |
| Germania          | 5         |
| Italia            | 13        |
| Stati Uniti       | 11        |

## Curiosità
Il gioco Press Your Luck presentava un'animazione che faceva la parodia di Boy George.
- Nel 2010 Amanda Lear ne ha fatta una sua versione per il cd "Brief Encounters - Reloaded".